# Marina di Bitinia
Marina di Bitinia (Bitinia, 725 circa – Libano, 750 circa) è stata una religiosa che visse sotto abiti camuffati in un monastero maschile. È venerata come santa dalla chiesa cattolica, da quella ortodossa e da quella copta.
Il periodo in cui visse è incerto: potrebbe anche essere vissuta tra il V e il VI secolo.
Le sue spoglie sono conservate a Venezia (dal XIII secolo), nella chiesa di Santa Maria Formosa, dal 1810: la città veneta la venera anche come compatrona secondaria.

## Biografia
Marina nacque in Bitinia, antica regione dell'Asia Minore, da genitori cristiani nel 725 circa. Dopo la morte della madre, il padre, di nome Eugenio, ancora addolorato per la perdita dell'amata moglie, decise di ritirarsi in un convento a Canobin, nella Valle di Qadisha, in Libano. Marina in cuor suo era molto triste per la lontananza dell'amato padre. Anche Eugenio soffriva molto. Allora un giorno, recatosi dall'abate, mediante un innocuo stratagemma, disse che a casa aveva un figlio, il quale aveva espresso ripetutamente il desiderio di poter entrare nel monastero. L'abate, commosso, consentì a Eugenio di poter portare il figlio. Eugenio allora partì e prese con sé la figlia. Marina entrò in monastero con il nome di Marino, vestendosi da uomo, in quanto non era ammesso alle donne entrarvi. Non era difficile per Marina dissimulare il proprio sesso, il padre le aveva tagliato i lunghi capelli, inoltre i monaci vivevano in celle molto buie indossando un grande cappuccio che copriva il loro volto. Restò in monastero anche dopo la morte del padre, conducendo vita religiosa e seguendo gli insegnamenti dell'amato padre.
Durante un lungo viaggio, per raccogliere provviste per il monastero, con alcuni confratelli passò la notte in una locanda. La figlia del locandiere, rimasta incinta di un soldato la notte stessa, accusò successivamente il "monaco Marino" del misfatto. I genitori della ragazza, infuriati, corsero al monastero e raccontarono tutto all'abate, che rimase allibito, non credendo per nulla alle accuse che venivano rivolte verso uno dei suoi religiosi. Marina, accusata ingiustamente, andò col pensiero a Dio e, invece di discolparsi, si autoaccusò di una colpa non sua. L'abate, addolorato, la cacciò immediatamente dal monastero e le fu affidato, subito dopo lo svezzamento, il bambino, che secondo la tradizione si chiamava Fortunato, e che allevò con mezzi di fortuna. Restò sempre nei dintorni del monastero facendo penitenza per una colpa che non aveva mai commesso ed elemosinando il poco cibo che serviva per il piccolo Fortunato.
Finalmente, dopo tre lunghi anni, dietro intercessione dei monaci, che mai avevano creduto all'accusa verso il confratello, l'abate riammise in convento fra' Marino, a condizione e si mettesse al completo servizio degli altri religiosi. Ma troppo duri erano stati i sacrifici, tanto che avevano colpito il fisico di Marina. Poco tempo dopo, nel 750 circa, infatti morì. I monaci, mentre lo svestivano, prima della sepoltura, fecero la sorprendente scoperta e capirono allora di quale grossa diffamazione fosse stata vittima e l'ammirarono per la sua grande rassegnazione. Grande fu la commozione dell'abate e dei confratelli davanti al corpo di Marina.

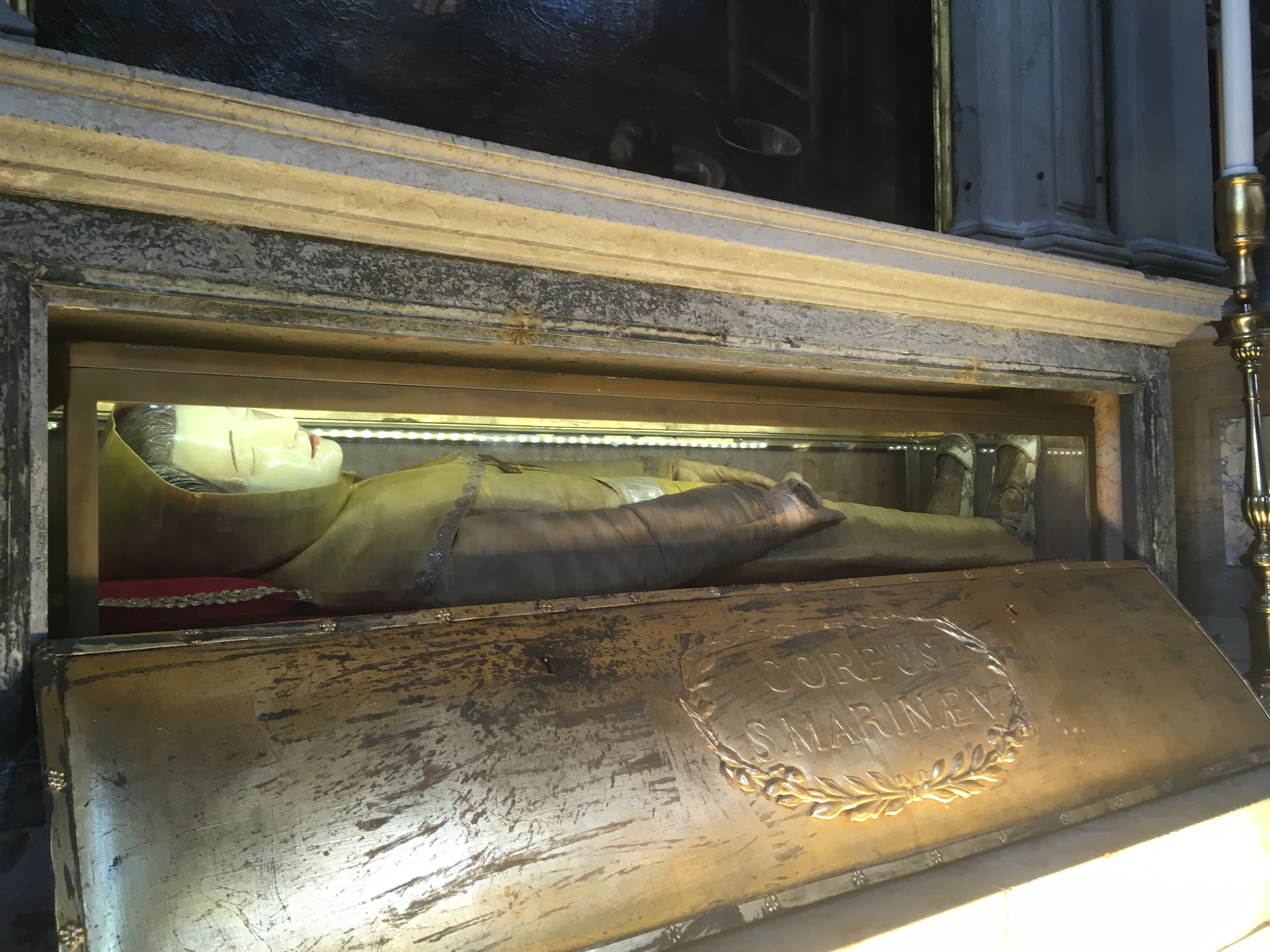
Corpo di Santa Marina Vergine, nella chiesa di Santa Maria Formosa a Venezia.

Fu sepolta nel monastero, da dove fu trasferita dopo qualche tempo in Romania e infine a Venezia, ove ancora oggi si venera il suo corpo incorrotto.

## Il culto

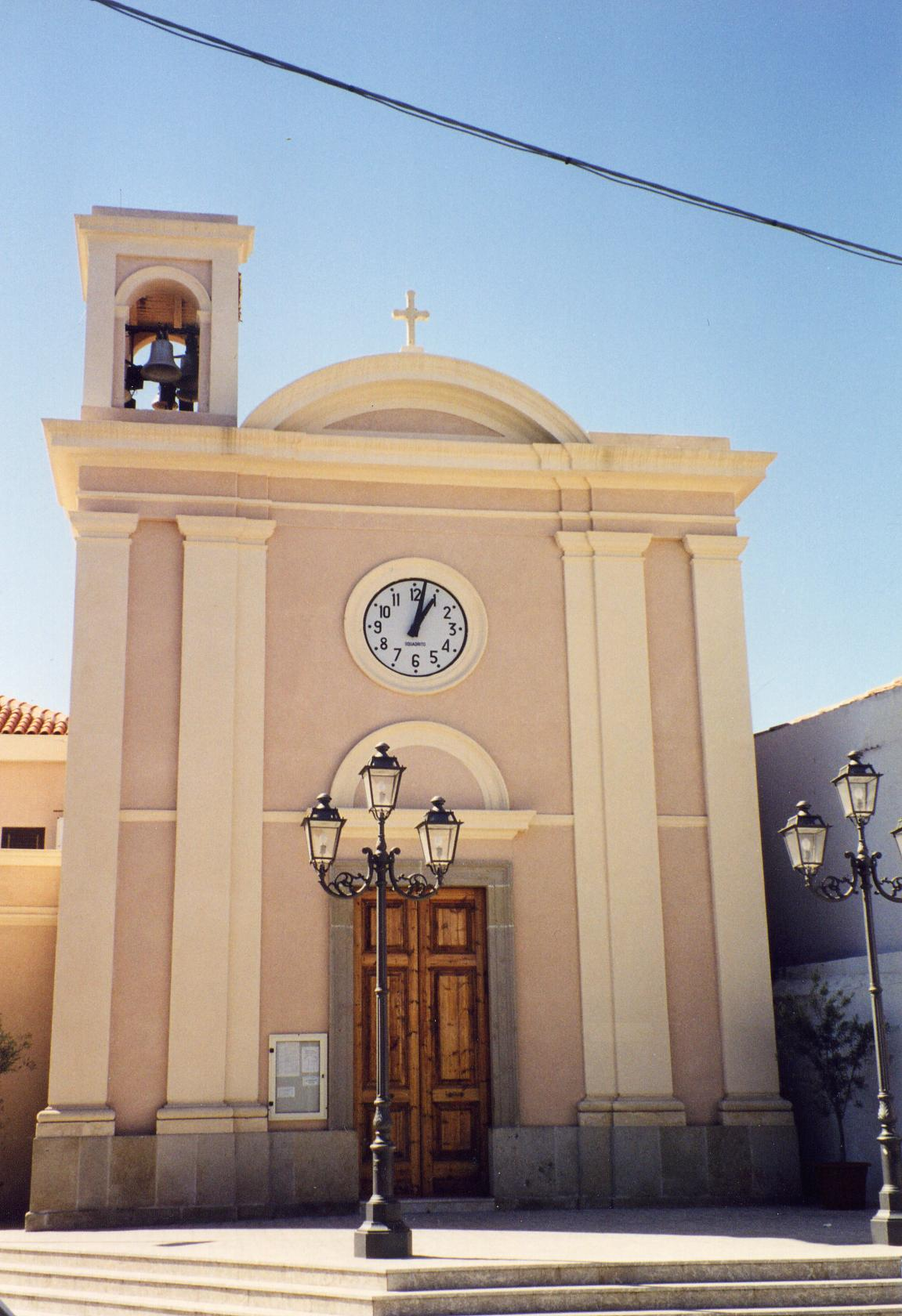
Chiesa di Santa Marina di Milazzo, Messina.

Santa Marina viene festeggiata in giorni diversi da varie Chiese orientali. La Chiesa copta ortodossa la ricorda tradizionalmente il 15 del mese di Misra del calendario copto, corrispondente al 21 agosto, data della sua morte; è onorata anche dalla Chiesa maronita, mentre il Martirologio Romano la ricorda il 18 giugno. È particolarmente venerata a Parigi. A Venezia la si festeggia il 17 luglio. 
Le reliquie di santa Marina sarebbero state traslate dal monastero in cui era morta, in Romania; da qui il mercante veneziano Giovanni Bora le avrebbe acquistate, corrompendo i custodi, portandole a Venezia il 17 luglio 1228. Qui il corpo di santa Marina fu collocato nella chiesa di San Liberale, che prese quindi il nome di Santi Liberale e Marina. Dopo la distruzione della chiesa nel 1810 le reliquie sono solennemente esposte in un sontuoso altare in marmi policromi nella Chiesa di Santa Maria Formosa.
Durante la festa patronale del 2000, a Casole Bruzio e a Polistena, da Venezia sono giunte le spoglie della santa, le quali sono rimaste per una settimana nella chiesa di Santa Marina Vergine delle rispettive città.
A Santa Marina di Milazzo, nella città metropolitana di Messina, ogni anno viene festeggiata Santa Marina Vergine la domenica successiva il 18 giugno, con una solenne processione per le vie del paese del venerato simulacro della Santa. Il 18 giugno viene celebrata la Festa Liturgica con una solenne Messa, celebrata dall'Arcivescovo di Messina.
A Santa Marina Salina, nella città metropolitana di Messina, ogni anno viene festeggiata Santa Marina Vergine il 17 luglio con una solenne processione dell'effigie della Santa.

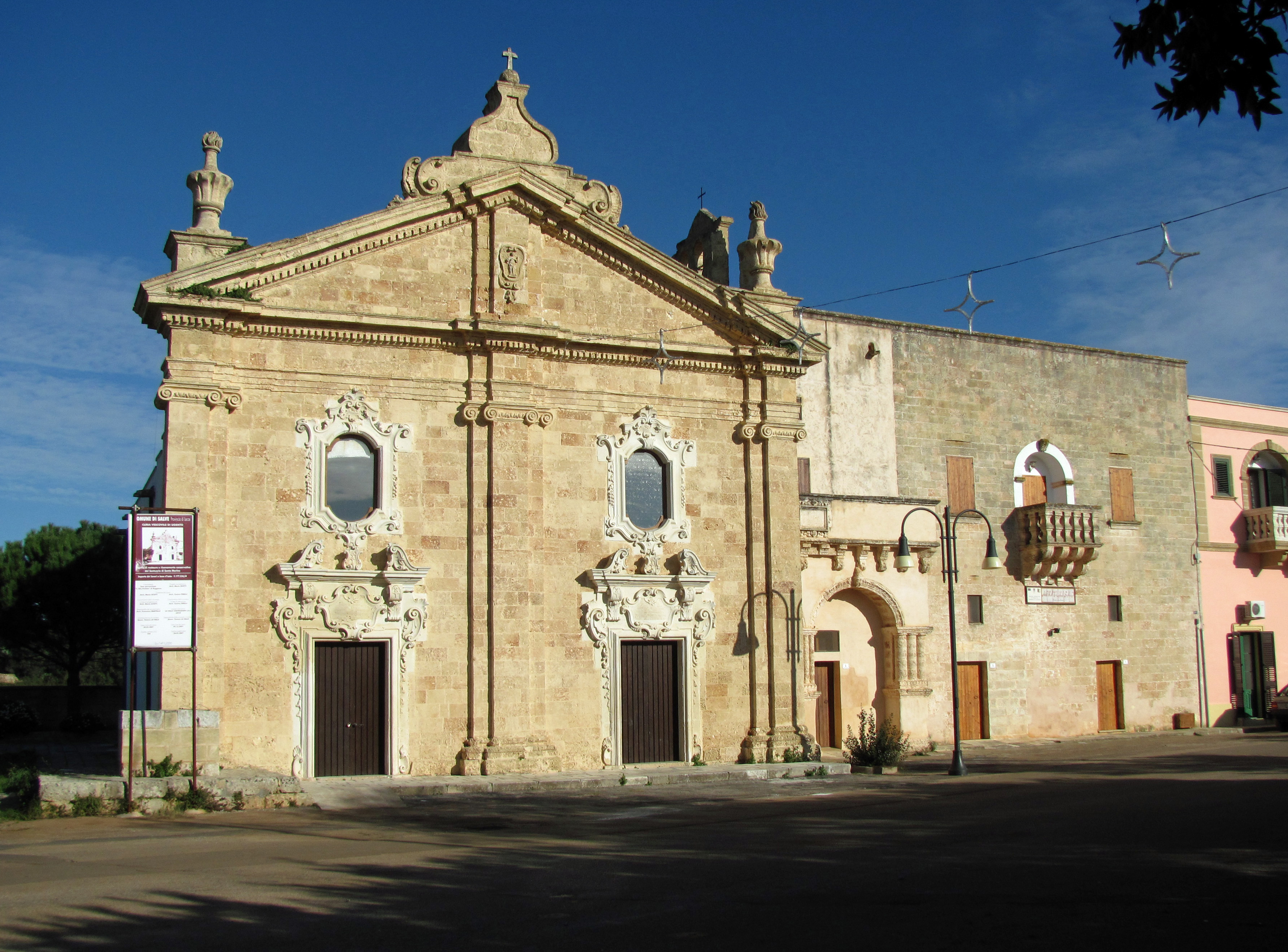
Santuario di Santa Marina (XVII secolo) Ruggiano, frazione di Salve (LE).

A Ruggiano in provincia di Lecce nel santuario a lei dedicato sono presenti alcune sue reliquie, un lembo del velo e un frammento del cranio. Ogni anno viene festeggiata il 16 e 17 luglio. Bisogna però notare che in questa come in altre località l'iconografia e l'agiografia della santa si sovrappongono a quelle di Margherita di Antiochia, anch'essa venerata col nome di Marina.
A Miggiano in provincia di Lecce nella Cripta Basiliana a lei dedicata dai monaci basiliani. Ogni anno viene festeggiata il 17 luglio. La santa viene invocata come protezione contro i violenti mali di testa.
Ad Ardea in provincia di Roma, la chiesa di Santa Marina è dedicata alla Santa, con la leggenda che in questo luogo si sarebbe rifugiata dopo la cacciata dal monastero.
A Polistena in provincia di Reggio Calabria, il duomo è dedicato alla Santa; dove si custodisce una Reliquia del suo corpo, una costola sinistra concessione del cardinale Giuseppe Luigi Trevisanato (nel 1870). Ogni anno viene festeggiata Santa Marina Vergine il 17 luglio con la "Teoria dei santi" (ovvero la "Processione delle statue di Polistena")
A Terrati frazione di Lago in provincia di Cosenza, nella chiesa a Lei dedicata si festeggia il 17 luglio con una solenne processione con la statua della santa.
A Castel Colonna di Trecastelli (AN) nella chiesa parrocchiale di San Mauro Abate vi è una cappella dedicata a Santa Marina, dove si trova una statua lignea del '700 che raffigura la Santa in abito monacale con un giglio mano, e il relativo reliquario esposto che contiene un lembo della sua pelle, donato dalla chiesa di Santa Maria Formosa a Venezia alla parrocchia di Castel Colonna nel 2016, in occasione del restauro e della dedicazione della suddetta chiesa parrocchiale. Si celebrava il 17 luglio.

## Patronati
La Santa è considerata Patrona di diverse città italiane, tra le quali i seguenti comuni:
- Casole Bruzio (CS)
- Castel Colonna ora Trecastelli (AN)
- Castel Ritaldi (PG)
- Filandari (VV)
- Polistena (RC)
- Santa Marina (SA)
- Santa Marina Salina (ME)
- Tollo (CH), compatrona
- Casoli di Atri (TE)
- Venezia, compatrona

e le seguenti località:
- Cumia frazione di Messina
- Ruggiano frazione di Salve (LE)
- Stifone frazione di Narni (TR)
- Santa Marina frazione di Milazzo (ME)
- Pogerola frazione di Amalfi (SA)
- Guarini Santa Marina frazione di Montefalcione (AV)
- San Giovanni di Zambrone (VV)
- Terrati di Lago (CS)